# Fou de Grant
Sula granti
Espèce
Statut de conservation UICN

 LC  : Préoccupation mineure
Le Fou de Grant (Sula granti) ou Fou de Nazca (tirant son nom de la province de Nazca), est une espèce d'oiseau marin appartenant à la famille des Sulidae. Il vit au large des côtes nord-ouest du Pérou, ainsi qu'en Colombie, aux îles Galápagos, sur l'île de la Plata ou aux îles Revillagigedo, en Baja California, qui constitueraient leur habitat le plus septentrional).

## Nomenclature
Son nom est en l'honneur de l'ornithologue écossais William Robert Ogilvie-Grant (1863-1924).